# Avenue de la République (Montrouge)
Pour les articles homonymes, voir Avenue de la République.
L’avenue de la République est une voie de communication de Montrouge.

## Situation et accès

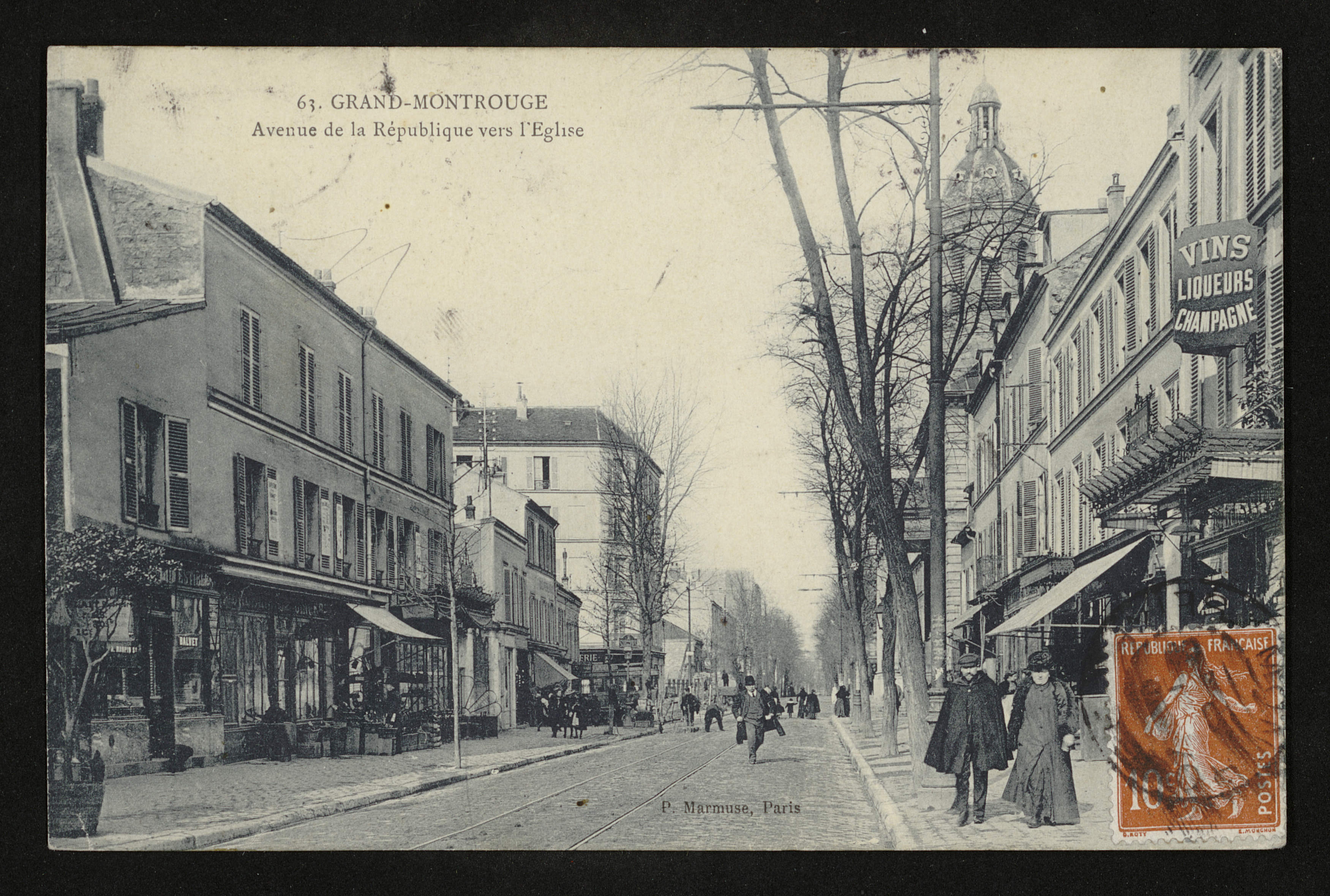
Avenue de la République et l'église.

Cette avenue est accessible par la station de métro Mairie de Montrouge sur la ligne 4 du métro de Paris. C'est une des plus importantes voies de la ville.
En partant du nord, parmi les grandes artères de la commune, elle croise notamment la rue Gabriel-Péri, traverse ensuite la place du Maréchal-Leclerc, puis croise l'avenue Verdier et l'avenue Périer.
Elle marque ensuite le début de l'avenue de Verdun, et se termine face au cimetière parisien de Bagneux.

## Origine du nom
Comme maintes autres voies de communication à la fin du XIXe siècle, cette avenue porte ce nom en référence à la République française, qui est le régime politique en vigueur en France depuis la Révolution française de 1789.

## Historique

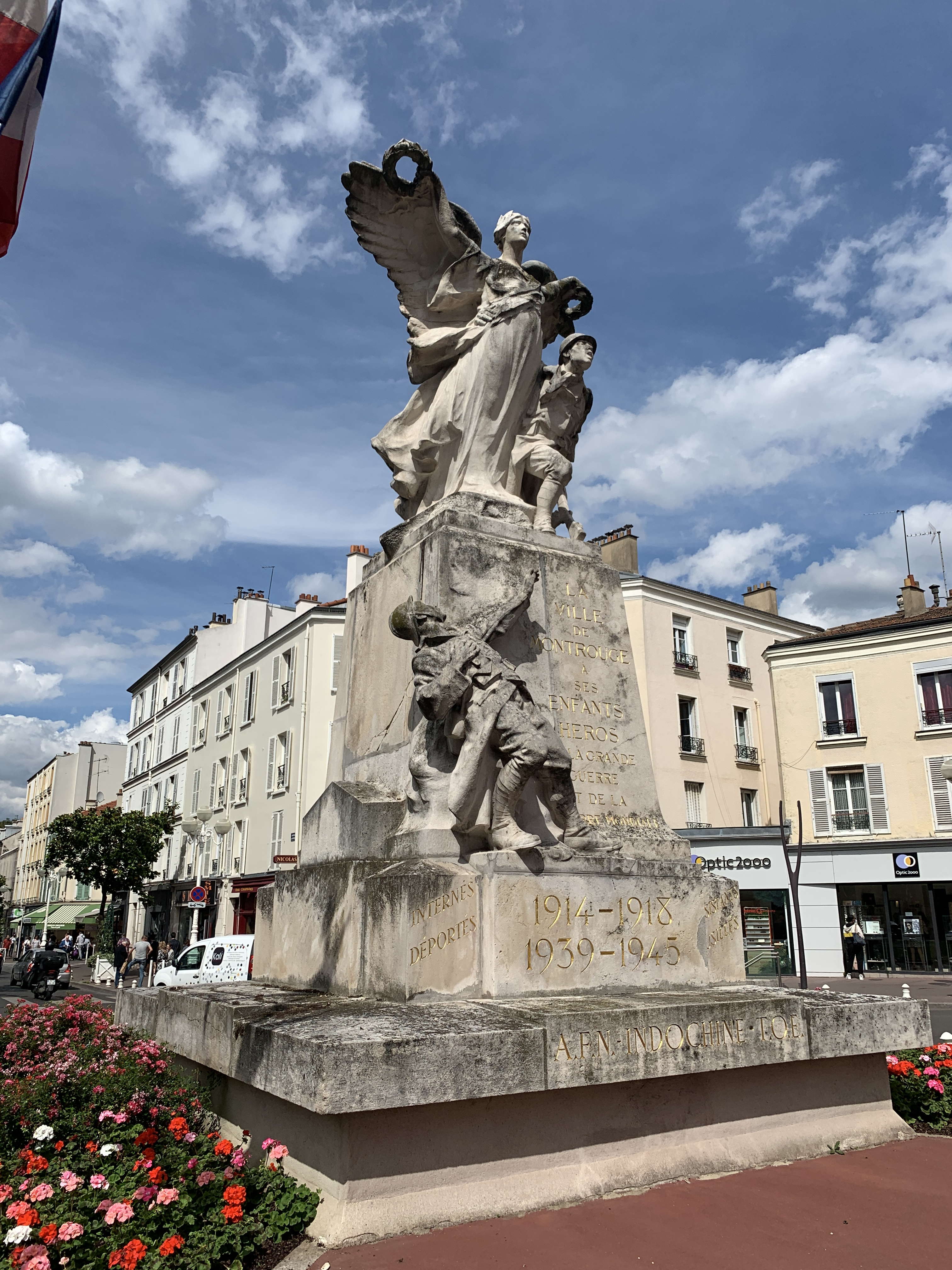
Monument aux morts place du Maréchal-Leclerc.

L'avenue de la République était, vers 1872, faite de trois parties :
- L'« avenue de Montrouge », à partir des anciennes fortifications, dans la zone de servitude non constructible et jusqu'à la Grande-rue (aujourd'hui rue Gabriel-Péri),
- la « rue de l'Église » jusqu'à proximité de l'« avenue des Trembles » (actuelle avenue Verdier),
- puis l'« avenue de l'Église » au-delà, dans le périmètre du « parc de Montrouge ».

Entre 1872 et 1895, ces trois voies sont réunies sous le nom d'« avenue de la République ».
Le 30 janvier 1918, cette avenue est touchée par les bombardements de Paris et de sa banlieue durant la Première Guerre mondiale.
En 1925, la partie située sur l'emplacement du bastion no 79 de l'enceinte de Thiers, qui va jusqu'au boulevard Brune, est annexée par la ville de Paris et devient le 12 octobre 1926 l'avenue de la Porte-de-Montrouge.
L'avenue de la République fait partie des voies de la banlieue parisienne pénétrant dans Paris, représentées en 1971 par Eustache Kossakowski dans une série photographique intitulée 6 mètres avant Paris.

## Bâtiments remarquables et lieux de mémoire
- Beffroi de Montrouge.

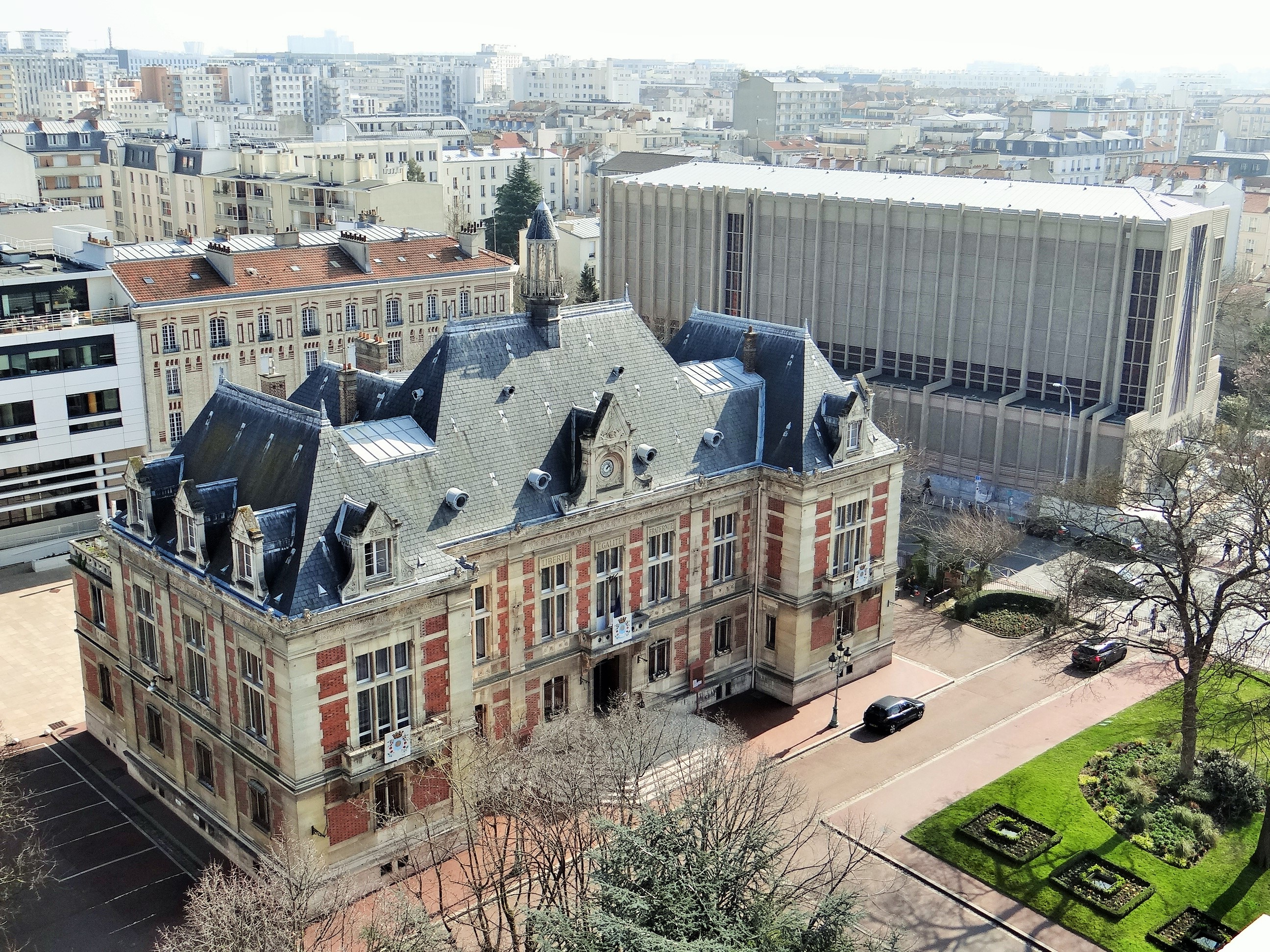
La mairie et l'église Saint-Jacques.

- Église Saint-Jacques-le-Majeur de Montrouge.

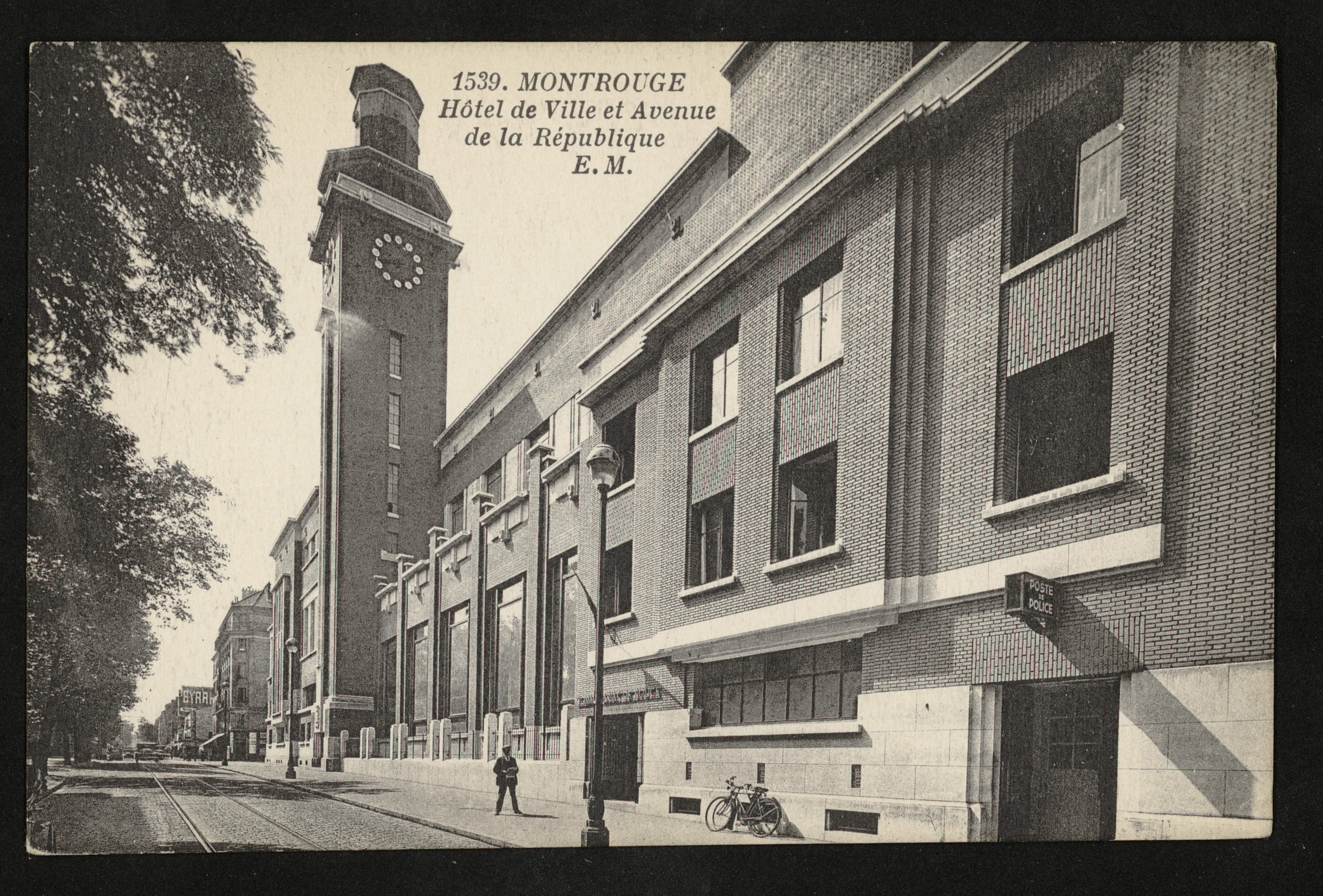
Hôtel de ville. À cet emplacement se trouvait le château de Louis-César de La Baume Le Blanc de La Vallière[6]. La salle d’audience servait encore en 1788 à l’Assemblée municipale et d’auditoire à la justice seigneuriale[7]. Il fut détruit en 1879.
- Square de l'Hôtel-de-Ville et square de la République[8].
- Cimetière parisien de Bagneux.
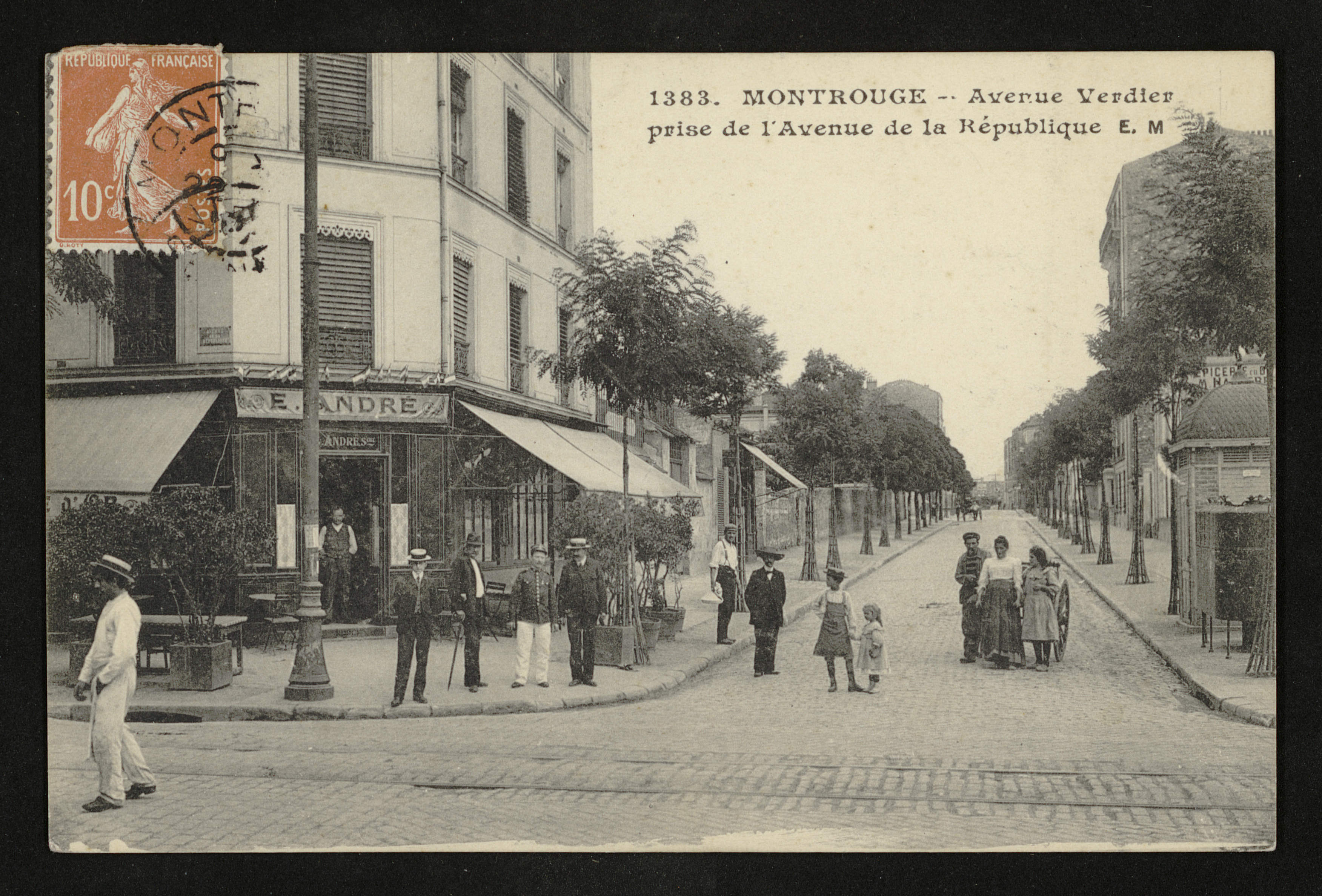
Monument aux morts, place du Maréchal-Leclerc, à l'intersection de la rue Sylvine-Candas et de la rue Romain-Rolland. Il commémore les conflits de 1914-1918, 1939-1945, Indochine (1946-1954), AFN-Algérie (1954-1962)[9].
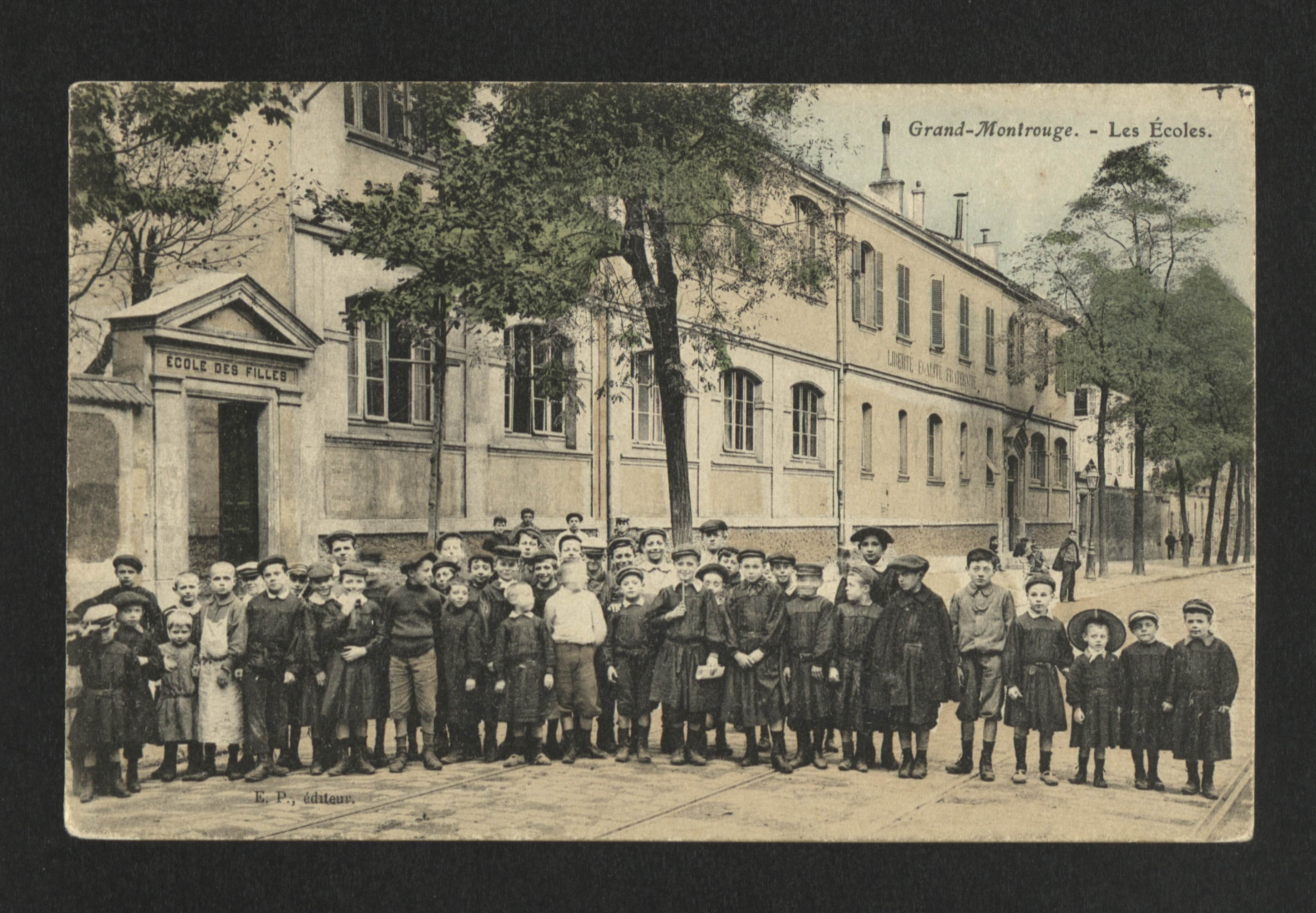
Grand-Montrouge - Les écoles.

- La famille du chanteur Jean-Jacques Goldman y tenait un magasin à l'enseigne de Sport 2000[10].